# Unité de champ intégral
Pour les articles homonymes, voir IFU.

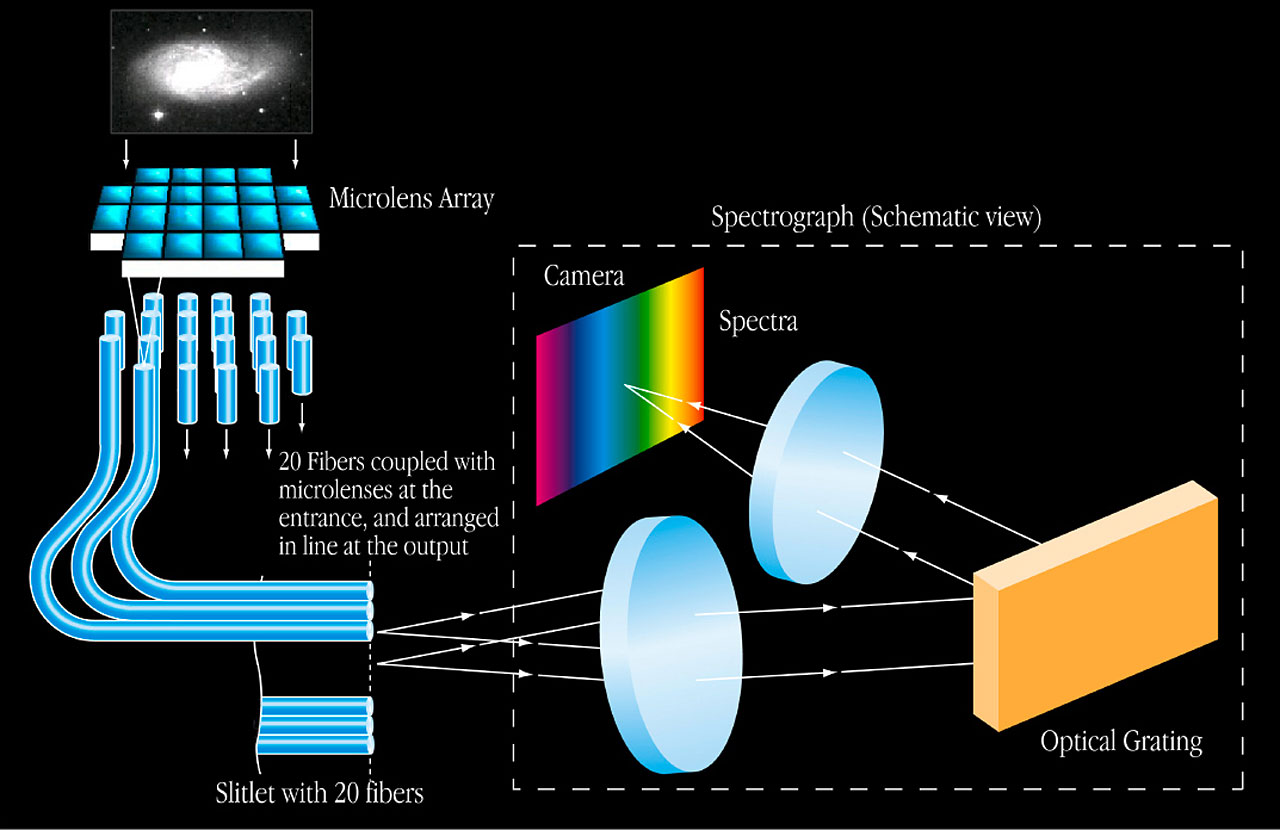
Un réseau de microlentilles utilisé dans un spectrographe

Une unité de champ intégral (en anglais Integral Field Unit, IFU) est un instrument d'optique utilisé dans un spectrographe à champ intégral qui permet de convertir le champ de vue carré du télescope en une image de forme plus appropriée, image qui est ensuite dirigée vers le réseau du spectrographe. Il existe actuellement trois sortes d'IFU, utilisant respectivement une matrice de microlentilles, une matrice de fibres optiques ou un réseau de miroirs.
L'avantage des IFU réside dans la possibilité de diriger le flux lumineux des fibres (par exemple) vers un spectrographe et ainsi d'obtenir des spectres d'une zone étendue, en gardant une très bonne résolution spatiale (ce que détruit habituellement l'utilisation d'un spectrographe normal).